# Estação Conhcovo
Conhcovo (em russo:  Коньково) é uma das estações da linha Kalujsko-Rijskaia (Linha 6) do Metro de Moscovo, na Rússia. Estação «Conhcovo» está localizada entre as estações «Tioplyi Sstan» e «Bieliaevo».